# Белов, Василий Михайлович
Васи́лий Миха́йлович Бело́в (5 января 1925 года — 15 апреля 1993 года) — участник Великой Отечественной войны, телефонист стрелкового батальона 11-й мотострелковой бригады 10-го танкового корпуса 40-й армии Воронежского фронта, Герой Советского Союза (23.10.1943), красноармеец.

## Биография
Родился 5 января 1925 года в деревне Строкино в крестьянской семье, русский. Работал в колхозе. В октябре 1941 года перегонял колхозное стадо через Ивановскую область в Башкирию. После этого проживал в селе Подлубово Кармаскалинского района Башкирской АССР.
В январе 1943 года призван в Красную армию Бузовьязовским райвоенкоматом Башкирской АССР.
С февраля 1943 года на фронте в должности телефониста стрелкового батальона 11-й мотострелковой бригады. Воевал на Воронежском фронте. Отличился в боях при форсировании реки Днепр в ночь на 24 сентября 1943 года в районе посёлка Ржищев (ныне город в Киевской области Украины).
Под сильным пулемётным огнём противника им была проложена через реку линия связи для управления огнём артиллерии, поддерживавшей десантников с левого берега. При обстреле линия часто повреждалась. 25 раз в течение одного дня устранял повреждения. Был ранен и отправлен в медсанбат.
18 октября 1943 года был вновь тяжело ранен в бедро и голову и направлен на излечение в Мичуринский госпиталь.
За мужество и героизм, проявленные в боях, красноармейцу Белову Василию Михайловичу Указом Президиума Верховного Совета СССР от 23 октября 1943 года присвоено звание Героя Советского Союза.
Василий Белов, находившийся в это время в госпитале, так и не узнал о присвоении ему высшей степени отличия страны. Медаль «Золотая Звезда» и орден Ленина так и не были ему вручены. Уже в 80-е годы, когда его дальнейшая судьба была установлена, высшую награду было решено ему не вручать, так как к этому времени он уже имел две судимости.
С января 1944 года В. М. Белов вновь участвовал в боях, но в составе другой части. В мае 1945 года был ранен в третий раз.
Участник советско-японской войны 1945 года.
В марте 1950 года был демобилизован. Жил в деревне Дубки Раменского района Московской области. В 1950—1958 годах работал в колхозе «Путь Ильича», в 1959—1960 годах — грузчиком технического отдела Московского холодильника № 1, в 1960—1962 годах — подсобным рабочим Люберецкого завода сельскохозяйственного машиностроения, в 1962—1970 годах — грузчиком Московского холодильника № 1. В 1970 году был осуждён за злостное хулиганство и до 1972 года находился в местах лишения свободы. После освобождения вновь работал грузчиком. В 1973 году был осуждён вторично за драку и до 1978 года находился в заключении. С 1978 года работал грузчиком, в 1985—1986 годах был транспортировщиком на Московском холодильнике № 1.
Умер 15 апреля 1993 года.

## Награды
- Медаль «Золотая Звезда» Героя Советского Союза (не вручалась)
- Орден Ленина (не вручался)
- Орден Отечественной войны II степени (1985)
- Орден Славы III степени (17.01.1944)[2]
- Медали, в том числе:
  - Медаль «За отвагу»

## Память
В столице Башкирии — городе Уфе — имя Героя выбито на одной из гранитных плит, стилизованных под склонённые знамёна, установленных в Парке Победы. Памятная плита в честь Героя в мае 2005 года установлена в городе Раменское Московской области на Аллея Славы площади Победы. Биографическая статья о Герое Советского Союза Белове В. М. размещена в 1-м томе (А-Б), впервые издаваемой с 2005 года, 8-томной «Башкирской Энциклопедии».